# استونلی
استونلی (به انگلیسی: Austonley) یک منطقهٔ مسکونی در بریتانیا است که در یورک‌شر غربی واقع شده‌است.